# ピンクローター (銀杏BOYZの曲)
「ピンクローター」は、銀杏BOYZの5枚目のシングル。初恋妄℃学園から2010年5月7日に発売。

舞台『裏切りの街』公演会場(パルコ劇場他)と銀杏BOYZのオフィシャル通販でのみ販売。

## 収録曲
1. ピンクローター
  - 舞台『裏切りの街』の主題歌。
  - dTVドラマ『裏切りの街』主題歌。
2. ピンクのピアノF
3. 魔er 羅er
4. 峯田のピンクローター
5. ピンクのピアノA